# Louis Martin (homme politique, 1859-1944)
Pour les articles homonymes, voir Louis Martin et Martin.
Louis Martin, né le 15 janvier 1859 à Puget-Ville (Var) et mort le 4 mars 1944 à Paris, est un homme politique radical-socialiste français. 

## Biographie
Fils d'un juge de paix, il est avocat au barreau de Paris de 1884 à 1889, il écrit dans la presse de gauche et combat le boulangisme. Il est député du Var, inscrit au groupe de la Gauche républicaine de 1900 à 1909 et sénateur du Var de 1909 à 1936. Il intervient surtout sur les questions juridiques.

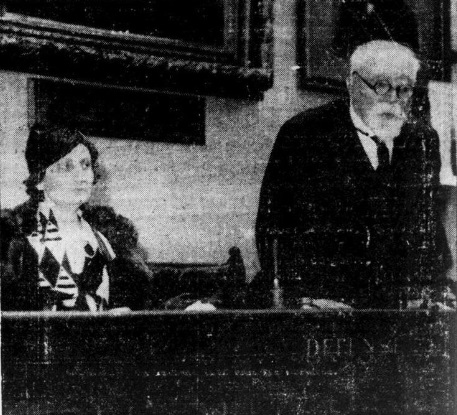
Louis Martin en 1936, président du groupe féministe du Sénat, prononçant un discours lors d'une réunion du Congrès d'Union nationale pour le vote des femmes.

Il devient l'un des six vice-présidents du comité exécutif du Parti républicain, radical et radical-socialiste le 25 janvier 1905.

## Détail des fonctions et des mandats
Mandats parlementaires 1900-1909 : Député du Var
- 3 janvier 1909 - 11 janvier 1920 : Sénateur du Var
- 11 janvier 1920 - 9 janvier 1927 : Sénateur du Var
- 9 janvier 1927 - 13 janvier 1936 : Sénateur du Var

## Sources
- « Louis Martin (homme politique, 1859-1944) », dans le Dictionnaire des parlementaires français (1889-1940), sous la direction de Jean Jolly, PUF, 1960 [détail de l’édition]